# Comacmaeops parva
Comacmaeops parva är en skalbaggsart som beskrevs av Linsley och Chemsak 1972. Comacmaeops parva ingår i släktet Comacmaeops och familjen långhorningar. Inga underarter finns listade i Catalogue of Life.